# Juan Oliver Astorga
Juan Oliver Astorga (Yecla, Múrcia, 1733 - Madrid, 12 de febrer de 1830), també conegut com Jean Oliver Astorga, va ser un violinista, flautista i compositor espanyol. Un dels més importants músics del classicisme espanyol, per desgràcia poc conegut i estudiat. Va portar una vida itinerant per diverses ciutats i talls d'Europa, cosa que va permetre que conegués de primera mà la música que es practicava als ambients més cosmopolites i avançats del seu temps, abans del seu retorn a Espanya.

## Biografia
Juan Oliver Astorga va néixer a Yecla, fill de Josep Oliver natural de Torredembarra a Tarragona i Maria Antònia Astorga natural de Zamora. La seva partida de baptisme no es conserva, destruïda les setmanes anteriors al juliol de 1936. La seva carrera musical va començar a la capella musical de l'Església Vella de Yecla, dirigida pel sacerdot Diego Beltrán del Castell. Probablement va ser flautista des de petit. Als 17 anys es va traslladar a València, on es va haver d'instruir com a violinista, sense que es tinguin dades de la formació musical que va rebre en aquesta ciutat. Va viatjar després a Nàpols on figura com a músic el 1752.
Stuttgart i Frankfurt

El 1760 es va traslladar a Stuttgart al ducat de Württemberg, per treballar al servei del seu sobirà i un dels majors protectors de les arts al segle XVIII, el XII Duc de Württemberg, rival de Frederic II el Gran de Prússia. El 1762 apareix a la cort de Karl Eugen de Wurtemberg a Stuttgart i Ludwigsburg, que comptava amb el major teatre de l'època, el "Lustschloss". Va entrar a formar part de l'orquestra internacional de la gran capella del futur Elector, dirigida pel napolità Niccolò Jommelli. Era la més gran i més refinada d'Europa en el seu temps, amb cinquanta-sis virtuosos provats, més un conjunt notable de ballarins, decoradors i escenògrafs que subministraven espectacles fastuosos per a nombroses residències. Com a mostra del nivell d'aquests espectacles, cal ressenyar que un dels decoradors i pintors de paisatges era el venecià Giovanni Battista Tiepolo, el darrer gran decorador del Barroc italià, càrrec que anys abans havia ocupat Antonio Canal, Canaletto. La formació va ser lloada pel cèlebre aventurer Giacomo Casanova, present al teatre de Stuttgart alhora que Oliver, amb qui és possible que tingués relació, en haver estat el venecià violinista del teatre San Samuele en la seva joventut. L'estil musical d'Oliver es va forjar en la tradició alemanya de la cort de Mannheim, sense abandonar les influències italianes i espanyoles adquirides durant els primers anys a Múrcia i Nàpols. El 1765 Oliver es va presentar com a consumat violinista a Frankfurt del Main.

## Estada a Anglaterra
El 1766 Oliver es va instal·lar a Londres com a concertista virtuós. La seva arribada coincideix amb el període de més puixança musical a Gran Bretanya. Després de la mort de Händel, ocorreguda vuit anys abans, seguien desenvolupant la seva activitat Quantz, Geminiani, Boyce, amb Abel i Johann Christian Bach, entre altres grans noms de la música de la seva època. Va coincidir amb l'arribada d'un altre espanyol procedent de l'orquestra del Lustschloss, l'oboista Joan Pla. Va llogar unes habitacions a casa d'un fabricant de baguls a Cockspur Street, a prop del Haymarket i de l'actual plaça de Trafalgar. Durant la seva estada a Anglaterra també va viure a Witham i Rycote juntament amb altres músics dels Festivals Bach-Abel. El 1767 va estar al servei del IV Comte d'Abingdon, Willoughby Bertie, amic i protector de Haydn, era un aristòcrata, polític liberal i brillant orador, conegut mecenes, tenia orquestra domèstica i ell mateix també era un notable flautista i compositor. Oliver aviat s'integra als concerts de la Societat Bach-Abel a Hannover House. Va ser soci, actiu col·laborador i amic de Johann Christian Bach i de Karl Friedrich Abel, protegits per Bertie. Tots dos figuraven entre els més refinats simfonistes i compositors alemanys del seu temps. El primer era el fill menor de Johann Sebastian Bach, que havia arribat a Londres el 1759 contractat pel "King's Theater" per renovar el repertori operístic, fins aleshores centrat a reposar decadents òperes de pasticci. Abel era un compositor i violista de gamba reconegut a totes les corts nord-europees, que havia estat un dels últims alumnes de Bach a Leipzig i de Hasse a Dresden; i es va establir a Londres el 1762.
Al cercle proper d'Oliver també hi figuraven el musicògraf i organista Charles Burney, l'oboista Johann Christian Fischer, l'arpista reial Ned Jones, la clavecinista i cantant Lady Mary Duncan, el tenor Gasparo Pacchierotti, Miss Polly Wilkes i el belga John-Joseph Merlin, que era constructor de claves i pianofortes de combinació entre altres artificis pràctics. Era conegut com "The Ingenious Mechanick", inventor i constructor al servei del senyor Joaquín Pignatelli d'Aragó, comte de Fuentes, ambaixador d'Espanya davant de Jordi III. Els salons de Hannover House, els de Princess Street i els baixos de casa de l'ambaixador Pignatelli, on Merlin va tenir el seu taller, van propiciar les reunions d'aquest petit grup d'espanyols durant anys, fins al final de les activitats de la societat de concerts. Es conserva un probable retrat seu, proper a l'estil de Gainsborough, que mantenia relació d'amistat amb aquell grup de músics i amb Bertie.

## Tornada a Espanya
L'inici de la Guerra d'Independència dels Estats Units el 1775 va comportar dificultats econòmiques per al comte d'Abingdon i Oliver decideix tornar a Espanya. Va contreure matrimoni amb María Antonia Rodríguez, a Madrid o potser a Yecla, entre els anys 1776 i 1780. El 1777 oposa a Madrid a violí de cambra de Carles III i obté una plaça al Palau Reial. S'instal·la en un habitatge de la madrilenya Cava Alta, Església de Sant Pere el Reial. Possiblement sobreviu algun temps fent classes a joves d'algunes de les poques famílies de la cort que s'interessaven per la música, fins a la seva entrada a l'orquestra privada (Real Cambra) del rei. El ieclà era persona instruïda, amb gran facilitat per sobtar. Coneixia les corts d'Europa i en parlava diversos idiomes. De tots els músics de palau va ser sens dubte el més proper a l'esperit de la Il·lustració. Oliver, esmentat com a «Don Juan Oliver» als documents palatins, organitza el 1785 la primera restauració del cèlebre quintet de corda de Stradivarius del Palau Reial de Madrid. Era primer violí de facto amb Francisco Pareja en la formació privada de Carles III. A l'apogeu de la seva reputació entra en contacte amb Luigi Boccherini que es va incorporar com a violoncel·lista suplent a la Reial Capella. Així mateix, va coincidir a palau amb Francisco de Goya el pintor Ginés Andrés d'Aguirre, José Moñino y Redondo primer comte de Floridablanca, el marquès de Villafranca i Manuel Godoy, per al qual va crear música. Va gaudir de la confiança de Carles IV, amb qui va mantenir una relació respectuosa però propera.
Durant aquesta època participa sovint com a membre del tribunal en els exercicis d'oposició per cobrir vacants de corda de la Reial Capella, per a les quals compon les sonates de violí i viola destinades a ser interpretades a primera vista en aquests exàmens, conservades al Palau Real i que suposen, juntament amb la d'altres compositors com Francisco Corselli, Gaetano Brunetti, José Lidón o Felipe de los Rios entre d'altres, un compendi d'obres de marcat interès musical que constitueixen una significativa aportació al repertori instrumental espanyol de finals del segle XVIII i primers anys del XIX. En el cas particular de les sonates per a viola, la rellevància és destacable a nivell europeu, ja que suposa una addició significativa al repertori no excessivament ampli de sonates contemporànies per a aquest instrument.
En 1793 i 1794 es van enviar obres seves al Perú, Mèxic i Buenos Aires, al Virregnat del Rio de la Plata. El 1807, amb 74 anys, va sol·licitar una almoina a Carles IV per trobar-se carregat de família i malalt. Pel que sembla en aquells anys va cessar en la seva activitat com a compositor. Després de la invasió francesa de 1808, un molt vell Oliver és nomenat el 1810 -d'ofici- violinista principal de l'orquestra de cambra del rei intrús José Bonaparte, conegut pel poble com a «Pepe Botella».

## Patiments sota Ferran VII
El 1814 Ferran VII va tornar a Espanya per ocupar legítimament el tron. Començaren llavors purgues contra liberals i afrancesats, acusats d'haver col·laborat amb l'invasor. Un any després, amb 82 anys, Oliver és inculpat de complaença amb els francesos, es demana que el seu miserable sou fos reduït a un terç, encara que finalment no s'aplica la sanció. José Lidón, músic cèlebre i company de la Cambra Reial, intercedeix a favor seu. Poc després sol·licita que se li eximeixi d'assistir a actes a palau que no siguin els propis de la Reial Capella, «per trobar-se malalt i vell». Des del 1820 sobreviu al llit els darrers deu anys de la seva vida, malalt d'hidropesia i a la misèria. Sense feina a palau, la seva figura sembla esborrar-se de la història a partir de llavors. Ven tot el seu aixovar, roba i efectes personals. Possiblement ja fos vidu, ja que només és atès per la seva germana Manuela, que era cosidora i ocasional bugadera a la cort a Madrid.
El testament d'Oliver està datat el 29 de març de 1829 i deixa entreveure una extrema pobresa, ratlla a la indigència. Declara ser vidu d'Antonia Rodríguez i no esmenta fills vius. Anomena hereva universal la seva néta Maria Aquilina Oliver. Viu amb la seva germana Manuela en un modest quart a la Cava Alta. Sembla que té un servent. Malviu venent els últims objectes que li resten, fins i tot els més modestos. Només conserva quatre cadires, el llit i un rellotge de fusta. No hi ha cap menció d'instrument musical ni de papers de música. A principis de 1830 lamenta en el seu codicil no tenir ja metàl·lic suficient per deixar, com mana a la seva neta, ni tan sols la pobra suma de mil reals de billó. Només pot ordenar el paupèrrim encàrrec de trenta misses resades, senzilles, per la seva ànima. Com no tenia amb què pagar el seu enterrament, va encomanar les seves restes a la germandat formada per músics de palau de la qual era confrare, anomenada "Reial Germandat de Criats de S. M.". Va morir als 97 anys el 12 de febrer de 1830 a casa seva a la Cava Alta de Madrid. Després del duel, acompanyat per alguns Germans de la Confraria de Sant Josep de músics de Palau i per indigents de l'Hospici portant destrals, va ser enterrat al cementiri de la Porta de Toledo, amortallat amb l'hàbit de San Francisco.

## Obra
L'obra d'Oliver Astorga és una de les més importants del segle XVIII, juntament amb la d'Antonio Soler i la dels seus coetanis Luigi Boccherini i Cayetano Brunetti, establerts a Madrid al servei de la cort espanyola durant els regnats de Ferran VI, Carles III i Carles IV. Es conserva molt escampada en col·leccions privades i nombrosos arxius d'Amèrica i Europa.
Cap al 1760 va compondre tres cantates, que es conserven avui al Reial Conservatori de Brussel·les. Utilitza la grafia del seu nom en francès, Jean Oliver Astorga, igual que durant la seva estada a Nàpols havia fet servir la fonètica italiana. Pot ser obres tardanes, arribades a Brussel·les per altres camins. Cal assenyalar que el mateix duc de Württemberg havia nascut a Brussel·les, fill de la princesa belga Marie-Auguste de Thurn et Taxis i del XI Duc de Württemberg, Karl-Alexander.
A l'empara de Bertie i d'altres aristòcrates anglesos va fer una sèrie de publicacions presentant-se com Jean Oliver Astorga. Entre elles diverses col·leccions de cançons italianes, franceses i angleses, així com sonates per a diversos instruments. El 1768 va publicar Sis sonates per a violí sol i sota op. 1 (Six sonats a violon et basse), seguides de Twelve Italian Songs and Duets for Voice, Guitare and Harpsichord op. 2, dedicats a la duquessa de Grafton. A aquestes van seguir unes altres en trio per a dos violins o dues flautes i baix continu (amb clavecí). A Escòcia es conserven obres seves sobre odes i cançons tradicionals escoceses i gal·leses, nombres d'opus, que cal deduir per similituds paleogràfiques o recursos estilístics no sempre datables, les seves peces de música de cambra van ser molt demandades per la seva originalitat i noblesa Figuran incloses en nombroses raccolte de l'època, claus, els acompanyaments amb pianoforte i fins i tot amb guitarra anglesa o els nous arxicistres (arch-cyttern) arribats des de París que estaven de moda a Londres i Escòcia, sobretot a Edimburg, Glasgow i Aberdeen.
En tornar a Espanya, va compondre una sèrie de sonates en forma de trio, d'elles la seva sonata 'Sonata II' és l'única coneguda de la seva producció que utilitza de manera recurrent tonalitats menors fins a la cadència central. Té una estructura aparentment programàtica de gran modernitat. El seu moviment inicial transmet sensació de moviment, de marxa incessant, que augmenta davant de la feliç proximitat del destí final. Sorprèn la irrupció d'un adagi – marxa, amb silencis significatius i molt dramàtics al final de cada desenvolupament melòdic. I finalitza amb un tercer moviment de joia, que un segle més tard algú hagués pogut anomenar Campanas de Yecla. Recorda els tocs de Glòria o de Festa Major imitant carillons o campanes a la manera de Haydn, Gluck o Leopold Mozart. Aquestes referències a episodis concrets, cenyint-se al text de les cançons que utilitza, només apareixien fins aquell moment en algunes de les seves melodies escoceses i gal·leses. Així reflecteix la tradició barroca de descriure les passions de l'ànima. O mirat altrament, com un precursor dels recursos del Romanticisme per evocar la naturalesa o els sentiments.

## Selecció
- Seis sonatas para violín solo y bajo, op. 1 (Six sonates á violon et basse). Londres, 1767.
- Doce canciones italianas y dúos para voz, guitarra y clave, op. 2 (Dotze cançons i duets italians per a veu, guitarra i clavicèmbal). Londres, 1768.
- Seis sonatas para dos flautas alemanas o dos violines y bajo, op.3 (Sis sonates per a dues flautes alemanyes o dos violins i un baix). Londres, 1769.
- 2 Cantatas. Conservades en el Conservatori de Brussel·les.
- 11 Sonatas para violín/a y bajo. Conservades a l'arxiu del Palacio Real, Madrid.

1. Sonata para violín y bajo n.º 1 (1780).
2. Sonata para violín y bajo n.º 2 (1801).
3. Sonata para violín y bajo n.º 3 (1803).
4. Sonata para viola y bajo en do menor n.º 1 (1803).
5. Sonata para viola y bajo en sol mayor n.º 2 (1804).
6. Sonata para viola y bajo en fa menor n.º 3 (1804).
7. Sonata para violín y bajo n.º 4 (1804).
8. Sonata para violín y bajo n.º 5 (1805).
9. Sonata para viola y bajo en do mayor n.º 4 (1805).
10. Sonata para viola y bajo en do menor n.º 5 (1807).
11. Sonata para violín y bajo n.º 6 (1807)

- 2 tríos para 2 violines y bajo.
- 6 tríos para 2 violines y bajo. Conservades a la Biblioteca del Congrés dels Estats Units, Washington.